# Episodi di R. L. Stine's The Haunting Hour (quarta stagione)
La quarta stagione della serie televisiva R. L. Stine's The Haunting Hour è stata trasmessa in prima visione assoluta dal canale televisivo statunitense Discovery Family a dal 4 ottobre 2014 al 29 novembre 2014.
| nº | Titolo originale           | Titolo italiano | Prima TV USA     | Prima TV Italia |
| -- | -------------------------- | --------------- | ---------------- | --------------- |
| 1  | I'm Not Martin             |                 | 4 ottobre 2014   |                 |
| 2  | Grandpa's Glasses          |                 | 4 ottobre 2014   |                 |
| 3  | My Old House               |                 | 11 ottobre 2014  |                 |
| 4  | Mrs. Worthington           |                 | 18 ottobre 2014  |                 |
| 5  | Return of the Pumpkinheads |                 | 25 ottobre 2014  |                 |
| 6  | Near Mint Condition        |                 | 1 novembre 2014  |                 |
| 7  | Argh V                     |                 | 8 novembre 2014  |                 |
| 8  | Lotsa Luck                 |                 | 15 novembre 2014 |                 |
| 9  | Spores                     |                 | 22 novembre 2014 |                 |
| 10 | Goodwill Toward Men        |                 | 29 novembre 2014 |                 |